# Lampanyctus omostigma
Lampanyctus omostigma és una espècie de peix de la família dels mictòfids i de l'ordre dels mictofiformes.

## Depredadors
És depredat per Stenella attenuata.

## Hàbitat
És un peix marí i d'aigües profundes que viu fins als 3000 m de fondària.

## Distribució geogràfica
Es troba al Mar de la Xina Meridional.